# Билинский, Леон фон
Леон фон Билинский (нем., польск. Leon Ritter von Biliński, 15 июня 1846 — 14 июня 1923) — австро-венгерский и польский государственный деятель, учёный-экономист. Министр финансов Цислейтании в 1895—1897 и 1909—1911; общеимперский министр финансов Австро-Венгрии в 1912—1915; министр финансов Польши в 1919.

## Жизнь и карьера
Родился в Залещиках (Королевство Галиции и Лодомерии). В 1862—1865 изучал экономику в университете Лемберга, к 1871 стал профессором. Занимал в университете различные административные должности. С 1878 — ректор.
В 1892—1895 возглавлял Государственную администрацию Австрийских железных дорог. В 1900—1907 — президент Австро-венгерского банка. В 1907—1914 — член Палаты депутатов Рейхсрата, с 1900 — пожизненный член Палаты господ (Heerenhaus). В Рейхсрате возглавлял «Польский клуб» — объединение депутатов, представлявших входившие в состав империи польские земли.
Занимая пост министра финансов Цислейтании в кабинете Бадени, в 1896 достиг соглашения с Венгрией о распределении доходов государственного бюджета. В 1911, во время работы в кабинете Бинерт-Шмерлинга, вступил в конфликт с парламентом и был вынужден подать в отставку.

## Министр финансов Австро-Венгрии
20 февраля император Франц Иосиф назначил Билинского общеимперским министром финансов (и одновременно, как и все министры финансов с 1879, гражданским губернатором Боснии и Герцеговины).
Действуя как глава гражданской администрации Боснии, Билинский конфликтовал с военным губернатором Оскаром Потиореком. Потиорек, принадлежавший к «партии ястребов», с презрением относился к составлявшим большинство населения сербам, в то время как Билинский ставил целью обеспечить их лояльность к австро-венгерским властям. В конечном итоге гражданский губернатор не смог воспрепятствовать курсу Потиорека, который добился закрытия Боснийского ландтага и ликвидации сербских общественных объединений.
Несмотря на свою умеренную позицию, в период Июльского кризиса Билинский выступал за оказание жесткого давления на Сербию. После начала Первой мировой войны предлагал свою кандидатуру в генеральные штатгальтеры Галиции, намеревался издать воззвание к полякам с призывом восстать против России. Проект не был реализован по настоянию начальника генерального штаба Гётцендорфа, который считал такой шаг преждевременным.

## Австро-поляк
Билинский был сторонником реализации «австро-польского» проекта — включения в состав австро-венгерской империи польских земель, входивших в состав России и предоставление объединенной Польше широкой автономии, вплоть до создания Триединой монархии. В начале августа 1914 предлагал обнародовать от имени императора и министра иностранных дел Берхтольда декларацию об объединении Королевства Галиции и Лодомерии с русской Польшей, создании отдельного правительства и ландтага. Предложение встретило резкие вознажения со стороны главного союзника — Германии, а также главы правительства Транслейтании Иштвана Тисы; в результате реализовано не было. Несмотря на провал плана Билинского, идея «триализма» активно дискутировалась в австрийских правящих кругах вплоть до окончания войны. Отказ от предложений Билинского вызвал разочарование в кругах австро-польского дворянства: руководство Австро-Венгрии подвергалось обвинениям в излишней уступчивости по отношению к Германии.
В 1914—1917 возглавлял польский Верховный национальный комитет (Naczelny Komitet Narodowy).
В декабре 1915 Билинский предостерег министра иностранных дел Иштвана Буриана фон Райежа от формирования на территории захваченной в ходе войны Восточной Галиции отдельной провинции с государственным управлением на немецком или русинском языке. По его мнению, такое решение рано или поздно привело бы к новой войне с Россией.

## В независимой Польше
В августе 1919 Юзеф Пилсудский пригласил Билинского на должность министра казны Польши в правительстве Игнация Яна Падеревского. Спустя некоторое время Билинский покинул свой пост и отошел от общественной деятельности. В последние годы работал президентом Австрийско-польского банка в Вене. Умер в 1923, похоронен рядом с женой в Теплице (Чехословакия).

## Произведения
- Studya nad podatkiem dochodowym (1870)
- Wzajemne czy akcyjne towarzystwa ubezpieczeń (1870)
- Procent a czynsz (1872)
- Wykład ekonomii społecznej (1873—1874, два тома)
- Ekonomija społeczna — jej rozwój (1874)
- O pracy kobiet ze stanowiska ekonomicznego (1874)
- O przesileniach giełdowych (1874)
- Podatek skarbowy (1875)
- Taryfa kolejowa (1875)
- System nauki skarbowej (1876)
- O istocie, rozwoju i obecnym stanie socjalizmu (1883)
- Wspomnienia i dokumenty (1924—1925, два тома)